# Дефляндр, Эрик
Эри́к Дефля́ндр (фр. Éric Deflandre; родился 2 августа 1973 года в Рокуре, Бельгия) — бельгийский футболист, известный по выступлениям за «Лион», «Брюгге» и сборную Бельгии. Участник чемпионатов мира 1998 и 2002, а также чемпионата Европы 2000.

## Клубная карьера
Дефляндр воспитанник клуба «Льеж», с которым в 1991 году он подписал свой первый профессиональный контракт. В родной команде он провел четыре сезона. В сезон 1995/1996 Эрик выступал за «Беерсхот», после чего подписал контракт с одним из сильнейших клубов страны «Брюгге». С новым клубом он выиграл Жюпиле лигу в сезоне 1997/1998, а также стал обладателем Суперкубка Бельгии.
В 2000 году Дефляндр перешёл во французский «Лион». В новом клубе он провел наиболее яркий отрезок своей карьеры. Он трижды подряд выиграл Лигу 1, а также стал обладателем Кубка и Суперкубка Франции. В 2004 году он вместе с клубом дошёл до 1/4 финала Лиги Чемпионов.
После четырёх сезонов во Франции Дефляндр вернулся на родину, где помог Стандарту завоевать серебряные медали первенства Бельгии. После он выступал за «Брюссель», «Дендер» и «Льерс». В 2012 году Эрик завершил карьеру в родном «Льеже».

## Международная карьера
В 1996 году Дефляндр дебютировал за сборную Бельгии. В 1998 году он был включен в заявку национальной команды на участие в чемпионате Мира в Франции. На турнире Эрик сыграл во всех трех матчах против сборных Нидерландов, Мексики и Южной Кореи.
В 2000 году Дефляндр принял участие в домашнем чемпионате Европы. На турнире он сыграл в поединках против сборных Швеции, Турции и Италии.
В 2002 году Эрик во второй раз принял участие в первенстве мира. На этот раз он был запасным футболистом команды и принял участие только в одной встрече против команды сборной Туниса.
Вскоре после мундиаля Дефляндр завершил карьеру в сборной. За национальную команду он сыграл 57 матчей.

## Достижения
Командные
 «Брюгге»
- Победитель Жюпиле лиги — 1997/1998
- Обладатель Суперкубка Бельгии — 1998

 «Лион»
- Победитель Лиги 1 (3) — 2001/2002, 2002/2003, 2003/2004
- Обладатель Кубка Франции — 2001
- Обладатель Суперкубка Франции — 2003